# Phyllanthus lacerosus
Phyllanthus lacerosus är en emblikaväxtart som beskrevs av Airy Shaw. Phyllanthus lacerosus ingår i släktet Phyllanthus och familjen emblikaväxter. Inga underarter finns listade i Catalogue of Life.